# Brunlanes
Brunlanes est une agglomération de la municipalité de Larvik, dans le comté de Vestfold, en Norvège.

## Description
La municipalité de Brunlanes est une ancienne municipalité de Vestfold. Depuis 1988, Brunlanes fait partie de la nouvelle grande commune de Larvik. La commune de Brunlanes comptait une population d'environ 7 900 habitants et une superficie de 188  km² avant la fusion.
Brunlanes possède les plus longs sentiers de randonnée côtiers de Vestfold. Le sentier principal commence à la baie Ødegårdsbukta à l'ouest et traverse Helgeroa en direction du géoparc de Mølen. 